# 拉佩鲁斯
拉佩鲁斯（法語：Lapeyrouse，法語發音：[lapeʁuz]）是法国多姆山省的一个市镇，属于里永区。

## 地名
“拉佩鲁斯”的名字来源于拉丁语的（岩石），在法国有数个类似的地名，如佩鲁斯、拉佩鲁斯莫尔奈、拉佩鲁斯-福萨等。

## 地理
拉佩鲁斯（46°13'27"N, 2°52'20"E）面积36.14 平方千米，位于法国奥弗涅-罗讷-阿尔卑斯大区多姆山省，布布勒河西岸。
与拉佩鲁斯接壤的市镇（或旧市镇、城区）包括：阿列省博讷、拉塞勒、埃沙西耶尔、伊村、卢鲁德布布勒、韦尔尼斯、比克西耶尔-苏蒙泰居、迪尔米尼亚。
拉佩鲁斯的时区为UTC+01:00、UTC+02:00（夏令时）。

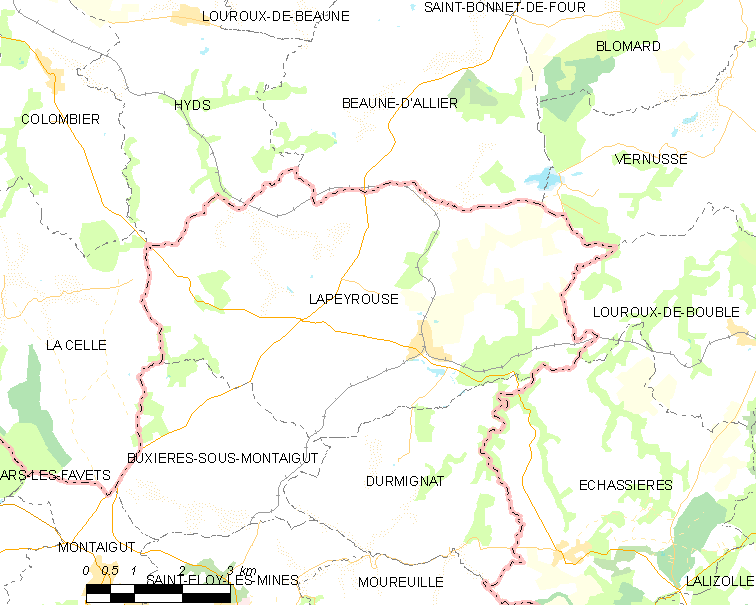
拉佩鲁斯的OSM定位图

## 行政
拉佩鲁斯的邮政编码为63700，INSEE市镇编码为63187。

## 政治
拉佩鲁斯所属的省级选区为圣埃卢瓦莱米讷县。

## 人口

1962-2008年间拉佩鲁斯人口变化图示

拉佩鲁斯于2022年1月1日时的人口数量为515人。